# 沃洛辛
50°34′58″N 29°40′3″E / 50.58278°N 29.66750°E
沃洛辛（烏克蘭語：Волосінь）是位於烏克蘭北部的村莊，由基辅州布恰区的馬卡里夫市鎮負責管轄。該村面積0.04平方公里，海拔高度165米，2001年人口62，人口密度每平方公里1,325.6人。